# بيت جاكوبسن
بيت جاكوبسن (بالإنجليزية: Pete Jacobsen)‏ هو عازف بيانو بريطاني، ولد في 16 مايو 1950 في نيوكاسل أبون تاين في المملكة المتحدة، وتوفي في 29 أبريل 2002.

## وصلات خارجية
- بيت جاكوبسن على موقع ميوزك برينز (الإنجليزية)
- بيت جاكوبسن على موقع ديسكوغز (الإنجليزية)